# Hyloxalus anthracinus
Hyloxalus anthracinus är en groddjursart som först beskrevs av Edwards 1971.  Hyloxalus anthracinus ingår i släktet Hyloxalus och familjen pilgiftsgrodor. Inga underarter finns listade i Catalogue of Life.
Arten förekommer i bergstrakter i södra Ecuador. Utbredningsområdet ligger mellan 2710 och 3500 meter över havet. Habitatet utgörs av bergsstäppen Páramo samt av ganska fuktiga skogar. Enligt obekräftade iakttagelser lägger honan sina ägg i jorden och de nykläckta grodynglen flyttas av hannen till närmaste vattendrag.
Skogsavverkningar och landskapets omvandling till jordbruksmark hotar beståndet. Möjligen kan arten drabbas av sjukdomen chytridiomycos som orsakas av svampen Batrachochytrium dendrobatidis. Uppskattningsvis minskade populationen med 80 procent under tre generationer före 2004. IUCN kategoriserar arten globalt som akut hotad.